# Luciara
Luciara é um município brasileiro do estado de Mato Grosso. Localiza-se à latitude 11º13'20" sul e à longitude 50º40'09" oeste, estando a 197 metros de altitude. Sua população estimada em 2020 era de 2 058 habitantes, distribuídos em 4.662,87 km² de área.

## Últimos prefeitos eleitos
| Ano  | Prefeito  | Partido | Votos | %     | Ref   |
| ---- | --------- | ------- | ----- | ----- | ----- |
| 2004 | Dr. Nagib | PP      | 894   | 52,22 | [ 5 ] |
| 2008 | Parassu   | PMDB    | 774   | 59,86 | [ 6 ] |
| 2012 | Faustinho | PSB     | 727   | 42,99 | [ 7 ] |
| 2016 | Faustinho | PR      | 691   | 40,22 | [ 8 ] |
| 2020 | Parassu   | MDB     | 894   | 49,69 | [ 9 ] |